# Abdellatif Laâbi
Abdellatif Laâbi, född i Fès 1942, är en marockansk poet, författare och översättare. 1966 var han med och grundade tidskriften Souffles som kom att spela en betydande roll för kulturell förnyelse i Maghreb. Hans politiska verksamhet ledde till att han satt i fängelse mellan 1972 och 1980. Han gick i landflykt i Frankrike 1985. Han fick Goncourt-priset för poesi 2009, och Grand Prix de la Francophonie från Franska akademien 2011. 

## Uppväxt
Född 1942 i Fez var Laâbi fjorton år vid självständigheten 1956. Som ung kom han i kontakt med Dostojevskijs verk. Han studerade fransk  litteratur vid Rabats universitet. 1963 var han med vid grundandet av den marockanska universitetsteatern. Han arbetade sedan som fransklärare i Rabat. 

## Författarskap
1966 var han med och skapade tidskriften Souffles med poeterna Mohammed Khaïr-Eddine och Mostafa Nissaboury. Konstnärerna Mohamed Melehi och Mohammed Chabaa gick också med i gruppen. Från det andra numret breddades horisonterna: ifrågasättande av kultur, oavsett dess uttrycksform och bit för bit om sociala och ekonomiska problem. Tidskriften kom i tjugotvå nummer på franska och åtta på arabiska – under namnet Anfas – fick stort inflytande på bildandet av den marockanska vänsterintelligentian.
I slutet av 1960-talet engagerades han politiskt, först i PLS (Parti pour la libération et le socialisme), det tidigare marockanska kommunistpartiet, sedan från 1970 som grundare av den underjordiska vänsterrörelsen Ila al Amame. I januari 1972 arresterades och torterades han. 1973 dömdes han till tio års fängelse. Bland bevisen fanns Souffles och Anfas, och han blev fängslad i Kenitra. Efter åtta och ett halvt år, 1980, släpptes han och några av hans medfångar tack vare en internationell kampanj. Fem år senare lämnade han Marocko och bosatte sig i Frankrike där han skrev romaner, poesi, teater, essäer och barnböcker. Lyriken är central i hans författarskap.
2007 blev han hedersdoktor vid Rennes universitet. 2008 fick han Robert Ganzo-priset för poesi. 2009 fick han Goncourt-priset för poesi. 2011 fick han Grand Prix de la Francophonie från Franska akademien. 2017 fick han Mexikos internationella poesipris Nuevo Siglo de Oro.   
Han skriver på franska, men har översatts till många språk. På svenska har han publicerats i tidskriften Karavan, och Le Principe d'incertitude kom på svenska som Osäkerhetsprincipen i översättning av Bo Gustavsson på Vendels förlag.

## Privatliv
Abdellatif Laâbi och hans fru Jocelyne Laâbi har tre barn, födda 1965, 1966 och 1972. Jocelyne har skrivit flera böcker, inklusive La Liqueur d'aloès (2005) och Hérétiques (2013). 

### Poesi
- Le Règne de barbarie. Seuil, Paris, 1980.
- Histoire des sept crucifiés de l'espoir. La Table rase, Paris, 1980.
- Sous le bâillon le poème. L'Harmattan, Paris, 1981.
- Discours sur la colline arabe. L'Harmattan, Paris, 1985.
- L'Écorché vif. L'Harmattan, Paris, 1986.
- Tous les déchirements. Messidor, Paris, 1990.
- Le soleil se meurt. La Différence, Paris, 1992.
- L'Étreinte du monde. La Différence, Paris, 1993
- Le Spleen de Casablanca. La Différence, Paris, 1996
- Poèmes périssables. La Différence, coll. Clepsydre, Paris, 2000.
- L'automne promet. La Différence, coll. Clepsydre, Paris, 2003.
- Les Fruits du corps. La Différence, coll. Clepsydre, Paris, 2003.
- Écris la vie. La Différence, coll. Clepsydre, Paris, 2005.
- Mon cher double. La Différence, coll. Clepsydre, Paris, 2007.
- Tribulations d'un rêveur attitré. La Différence, coll. Clepsydre, Paris, 2008.
- Zone de turbulences. La Différence, coll. Clepsydre, Paris, 2012.
- La Saison manquante, suivi de Amour jacaranda. La Différence, coll. Clepsydre, 2014.
- Le Principe d'incertitude. La Différence, coll. Clepsydre, 2016.
- Œuvre poétique (samlad diktning från 1965 till 2017)

### Romaner
- L'Œil et la Nuit, Casablanca, Atlantes, 1969 ; SMER, Rabat, 1982 ; La Différence, coll. Minos, Paris, 2003.
- Le Chemin des ordalies, Denoël, Paris, 1982 ; La Différence, coll. Minos, Paris, 2003.
- Les Rides du lion, Messidor, Paris, 1989; La Différence, coll. Minos, Paris, 2007.
- Le Fond de la jarre, Gallimard, 2002 ; Folio, n° 5104, 2010.
- Le Livre imprévu, récit, La Différence, coll. Littérature, Paris, 2010 ; Editions Points, 2017.

### Barnböcker
- Saïda et les voleurs de soleil; på franska och arabiska; illustrerad av Charles Barat. Messidor/La Farandole, Paris, 1986.
- L'Orange bleue; illustrerad av Laura Rosano. Seuil Jeunesse, Paris, 1995.
- Comment Nassim a mangé sa première tomate, Yomad, Rabat, 2001.
- Devine (tillsammans med Jocelyne Laâbi), Marsam, Rabat, 2006.
- J'atteste (contre la barbarie); illustrerad av Zaü. Rue du Monde, 2015.

### Andra publikationer
- Chroniques de la citadelle d'exil ; brev från fängelset (1972–1980), Denoël, Paris, 1983; La Différence, Paris, 2005.
- La Brûlure des interrogations; L'Harmattan, Paris, 1985.
- Un continent humain; Paroles d'aube, Vénissieux, 1997.
- Maroc, quel projet démocratique ?; Éditions de la Différence, coll. Politique, 2012.
- Un autre Maroc ; essai, La Différence, coll. Politique, 2013

### Översättningar från arabiska till franska
- La Poésie palestinienne de combat (antologi). P.J.O., Paris, 1970.
- Rires de l'arbre à palabre (dikter), Abdallah Zrika. L'Harmattan, Paris, 1982.
- Rien qu'une autre année (dikter), Mahmoud Darwich. Unesco/Éditions de Minuit, Paris, 1983.
- Soleil en instance (roman), Hanna Mina. Unesco/Éditions Silex, Paris, 1986.
- Autobiographie du voleur de feu (dikter), Abdelwahab al-Bayati. Unesco/Actes Sud, Paris, 1987.
- Je t'aime au gré de la mort (dikter), Samih al-Qâsim. Unesco/Éditions de Minuit, Paris, 1988.
- Plus rares sont les roses (dikter), Mahmoud Darwich. Éditions de Minuit, Paris, 1989.
- La Poésie palestinienne contemporaine (antologi). Éditions Messidor, Paris, 1990.
- L'Espace du Noûn (dikter), Hassan Hamdane. En collaboration avec Leïla Khatib. Éditions Messidor, Paris, 1990.
- Les Oiseaux du retour. Berättelser från Palestina, tvåspråkig. Tillsammans med Jocelyne Laâbi. Éditions Messidor/La Farandole, Paris, 1991.
- La joie n'est pas mon métier (dikter), Mohammed Al-Maghout. Éditions de la Différence, coll. Orphée, Paris, 1992 ; réédition La Différence, 2013.
- Retour à Haïfa (noveller), Ghassan Kanafani. En collaboration avec Jocelyne Laâbi. Actes-Sud, Paris, 1997.
- Bougies noires (dikter), Abdallah Zrika. La Différence, Paris, 1998.
- Ni vivant ni mort (dikter), Faraj Bayrakdar. Al Dante, 1999.
- Loin du premier ciel (dikter), Saadi Youssef, tillsammans med Jabbar Yassin Hussin, Habib Tengour och Farouk Mardam-Bey. Actes-Sud/Sindbad, 1999.
- Chant pour le jardin de l’eau (dikter), Mohammed Bennis. Les Petits Classiques du Grand Pirate, 2000.
- L’Impossible Bleu (dikter), Qassim Haddad, trespråkig utgåva (arabiska, franska, engelska) med fotografier av Saleh al-Azzaz. Riyad, 2000.
- Fragments d’eau (dikter), Aïcha Arnaout. Al Manar, 2003.
- La Poésie marocaine — De l’indépendance à nos jours (anthologie). La Différence, 2005.
- Insomnie des anges (dikter), Aïcha Bassry. Marsam, Rabat, 2007.
- Lettre aux deux sœurs, Issa Makhlouf. José Corti, 2008.
- Instructions à l’intérieur (dikter), Ashraf Fayad. Le Temps des cerises, 2016.